# 師範学校令
師範学校令（しはんがっこうれい、明治19年4月10日勅令第13号）は、1886年（明治19年）4月10日に公布された勅令であり、いわゆる「学校令」の一つである。教員を養成する学校（師範学校）に関して定めている。

## 概要

### 公布
1886年（明治19年）4月10日（明治19年勅令第13号） 総理大臣:伊藤博文（第1次伊藤内閣）／文部大臣:森有礼
同日に小学校令（明治19年勅令第14号）・中学校令（明治19年勅令第15号）も公布された。

### ポイント
師範学校を高等師範学校と尋常師範学校の2種類に分ける。
高等師範学校
- 東京に1箇所設置しなければならない。
- これに伴い、東京師範学校が高等師範学校（のち、東京高等師範学校に改称。現・筑波大学）となり、東京女子師範学校が高等師範学校の女子師範学科となる。なお、師範学校令公布の4年後1890年（明治23年）に女子師範学科は分離し「女子高等師範学校」（お茶の水女子大学の前身）として独立した。
- 経費は国庫から支払われる。
- 生徒は卒業後、原則として尋常師範学校の校長および教員に任命される。

尋常師範学校
- 各府県に1箇所設置しなければならない。
- それまでの師範学校の初等師範学科・中等師範学科・高等師範学科が尋常師範学校となる。
- 経費は地方税から支払われる。
- 生徒は卒業後、原則として公立小学校の校長および教員に任命される。

生徒の学資は学校が支給することになっていた。そのため、進学を希望している者の中で学資が支給されない学校に入学しても支払いが見込めない（いわゆる、経済的に恵まれない）者は他の学校より師範学校に入学することが多かった。

### 一部改正
- 師範学校令中追加ノ件 （明治20年勅令第30号）
- 師範学校令中改正ノ件 （明治24年勅令第216号）

### 廃止
1898年（明治31年）4月1日 師範教育令（明治30年10月9日勅令第346号）の施行により廃止。

## 内容
第1条（目的）
師範学校は教員となるべき者を養成する所とする。ただし生徒に順良・信愛・威重の気質を備えさせることに注目すべき者とする。
第2条（種類）
師範学校を高等と尋常の二等に分ける。高等師範学校は文部大臣の管理に属する。
第3条（設置数）
高等師範学校は東京に1箇所、尋常師範学校は府県に1箇所ずつ設置しなければならない。
第4条（経費）
高等師範学校の経費は国庫より、尋常師範学校の経費は地方税から支出しなければならない。
第5条（尋常師範学校の経費）
尋常師範学校の経費に必要な地方税の額は府知事県令がその予算を調整し、文部大臣の認可を受けなければならない。
第6条（教員の任期）
師範学校長および教員の任期は5年とする。5年以上継続してもよい。
第7条（尋常師範学校長の兼務）
尋常師範学校長はその府県の学務課長を兼務することができる。
第8条（生徒募集）
師範学校生徒の募集および卒業後の服務に関する規則は文部大臣の定めるところによる。
第9条（生徒の学資）
師範学校生徒の学資（学費）はその学校から支給しなければならない。
第10条（高等師範学校卒業時の資格）
高等師範学校の卒業生を尋常師範学校長および教員に任命することとする。ただし場合によっては各種の学校長および教員に任命することができる。
第11条（尋常師範学校卒業時の資格）
尋常師範学校の卒業生を公立小学校長および教員に任命することとする。ただし場合によっては各種の学校長および教員に任命することができる。
第12条（学科・教科書）
師範学校の学科およびその程度ならびに教科書は文部大臣の定めるところによる。

## 関連規則・規定

### 尋常師範学校
- 1886年（明治19年）
  - 5月26日 - 「尋常師範学校ノ学科及其程度」（男子生徒について）
  - 5月28日 - 「生徒募集規則及卒業生服務規則」
    - 尋常師範学校の入学資格を高等小学校卒業以上の学力を有し17歳以上20歳以下の者、修業年限を4年と規程。

  - 6月4日 - 「尋常師範学校男生徒の学資支給に関する件」
- 1888年（明治21年）8月21日 - 「尋常師範学校設備準則」
- 1889年（明治22年）10月 - 「尋常師範学校ノ女生徒ニ課スヘキ学科及其程度」
- 1892年（明治25年）7月11日
  - 「尋常師範学校ノ学科及其程度」（改定、女子に関する規程も包括）
  - 「尋常師範学校生徒定員規則」（改定）
  - 「生徒募集規則及卒業生服務規則」（改定）
  - 「尋常師範学校設備規則」
  - 「尋常師範学校簡易科規程」- 就学児童の増加に伴う教員の不足を補うために簡易科を設置。修業年限は2年4ヶ月で、生徒は男子のみに限る。

### 高等師範学校
- 1886年（明治19年）10月14日 - 「高等師範学校ノ学科及其程度」、「高等師範学校生徒募集規則」、「高等師範学校卒業生服務規則」
  - 男子師範学科の入学資格を尋常師範学校を卒業した者、修業年限を3年と規定。
  - 女子師範学科は尋常師範学校第2学年修了者を入学させ、修業年限を4年と規定。
- 1894年（明治27年）
  - 4月6日 - 「高等師範学校規程」
    - 従来の3学科（理化学科・博物学科・文学科）を、文科・理科の2学科に改める。
    - 中等学校教員の養成を拡充する目的で研究科・専修科・選科を設置。

  - 10月2日 - 「女子高等師範学校規程」- 学科を尋常師範学校女子部の課程に比べさらに精深な程度の教授を行なう学校とする。

## 作品
夏目漱石『坊っちゃん』では、（旧制）中学生たちと師範学校生たちとの喧嘩のシーンがある。そこで「〔略〕（中学生たちの）前の方にいる連中は、しきりに何だ地方税の癖に、引き込めと、怒鳴ってる」といった師範学校令第4条に関係する記述が見られる。